# Colton Osorio
Colton Osorio (Lowell, 17 aprile 2009) è un attore colombiano con cittadinanza statunitense.

## Biografia
Colton Osorio è nato a Lowell, Massachusetts, da una coppia di origini colombiane. Ha iniziato a lavorare come modello nel 2017 posando per marchi come Puma, Nike e The Children's Place prima di debuttare in televisione comparendo in un episodio della sitcom CBS Kevin Can Wait e in un ruolo minore nel film di Sean Anders Daddy's Home 2. Nel 2018 è apparso in un ruolo secondario in Castle Rock e ottiene i suoi primi personaggi di rilievo interpretando Matty nella serie God Friended Me e Jade nel film TV The Finest. Nel 2019 ha partecipato al film Luce di Julius Onah, al fianco di Naomi Watts e Octavia Spencer.
Nel corso del 2020 Osorio è comparso in Love Life, NOS4A2 e Sesamo apriti, mentre negli anni successivi in New Amsterdam, Law & Order - Unità vittime speciali e Cha Cha Real Smooth. Nel 2023 entra a far parte del cast della serie Netflix One Piece interpretando Monkey D. Rufy da bambino, mentre l'anno successivo recita in un episodio di Law & Order - I due volti della giustizia.

## Filmografia

### Cinema
- Daddy's Home 2, regia di Sean Anders (2017)
- Luce, regia di Julius Onah (2019)
- Cha Cha Real Smooth, regia di Cooper Raiff (2022)

### Televisione
- Kevin Can Wait - serie TV, episodio 2x06 (2017)
- Castle Rock - serie TV, episodio 1x03 (2018)
- God Friended Me - serie TV, episodio 1x09 (2018)
- The Finest, regia di Regina King - film TV (2018)
- Love Life - serie TV, episodio 1x01 (2020)
- NOS4A2 - serie TV, episodio 2x09 (2020)
- Sesamo apriti (Sesame Street) - serie TV, 2 episodi (2020)
- New Amsterdam - serie TV, episodio 3x14 (2021)
- Law & Order - Unità vittime speciali (Law & Order: Special Victims Unit) - serie TV, 2 episodi (2021)
- One Piece - serie TV, 3 episodi (2023)
- Law & Order - I due volti della giustizia (Law & Order) - serie TV, episodio 24x05 (2024)

## Doppiatori italiani
Nelle versioni in italiano delle opere in cui ha recitato, Colton Osorio è stato doppiato da:
- Gabriele Piancatelli in One Piece